# El Eco Obrero (1916)
El Eco Obrero fue un periódico quincenal escrito para la clase obrera de Sucre, Bolivia. El periódico se fundó en 1916 y cerró en 1917. El periódico tenía el lema de "El órgano de la clase obrera".
El periódico fue fundado por dos trabajadores, Miguel Navarro y Miguel Santos Sea. El diario era impresa en Imprenta de la Industria. El Eco Obrero defendía la unidad en acción entre capitalistas y trabajadores.
Durante su existencia también existía la publicación con el mismo nombre, El Eco Obrero (1887), que fue fundada en 1887 por José Santos Sea, familiar de Miguel Santos Sea.